# Aristolochia lindneri
Aristolochia lindneri là một loài thực vật có hoa trong họ Aristolochiaceae. Loài này được A.Berger mô tả khoa học đầu tiên năm 1927.